# 卡爾·龍格
卡爾·龍格（1856年8月30日—1927年1月2日），德國數學家、 物理學家、光譜學家。在數值分析學裡，他是龍格－庫塔法的共同發明者與共同命名者。

## 生平
龍格幼时龍格在古巴哈瓦那度過了几年；在那期間，他的父親尤利烏斯·龍格是丹麥駐古巴的外交官，之后全家回到了不來梅。他父亲于1864年早逝。
1880年，他在柏林大學获取數學博士學位，导师是被譽為「現代分析之父」的著名德國數學家卡爾·魏爾施特拉斯。1886年，他迁至漢諾威，成為漢諾威大學的教授。
他的興趣包括數學，光譜學，大地測量學，與天體物理學。除了純數學以外，他也從事很多涉及實驗的工作。他跟海因里希·凯泽（Heinrich Kayser）一同研究各種元素的譜線，又將研究的結果應用在天體光譜學。
1904年受哥廷根大學教授费利克斯·克莱因的主動邀請，他同意去那裡教書。1925年他在哥廷根大學退休。
月球的龍格隕石坑（Runge crater）是因他而命名的。

## 參閱
- 龍格現象
- 龍格－庫塔法
- 拉普拉斯-龍格-冷次向量

## 著作
- Ueber die Krümmung, Torsion und geodätische Krümmung der auf einer Fläche gezogenen Curven (博士論文, Friese, 1880)
- Analytische Geometrie der Ebene（页面存档备份，存于） (B.G. Teubner, Leipzig, 1908)
- 圖解方法：在哥倫比亞大學一個課程的講課， 1909 年10 月至 1910年 1 月 (Columbia University Press, New York, 1912)
- Carl Runge und Hermann König Vorlesungen über numerisches Rechnen (Springer, Heidelberg, 1924)
- Graphischen Methoden (Teubner, 1928)

## 自傳
- F. Paschen: "卡爾·龍格"（页面存档备份，存于）, Astrophysical Journal 69:317–321, 1929. doi:10.1086/143192。
- Iris Runge: Carl Runge und sein wissenschaftliches Werk, Vandenhoeck & Ruprecht, Göttingen 1949。

## 外連
- 約翰·J·奧康納; 埃德蒙·F·羅伯遜, ,  （英语）
- 卡爾·龍格自傳（页面存档备份，存于）
- 卡爾·龍格在數學譜系計畫的資料。